# Seamark
Seamark est le pseudonyme de Austin Major Small, qui modifiera son nom pour Austin James Small. Né à Luton, dans le Bedfordshire en 1894 et mort à Londres le 15 janvier 1929, il est auteur britannique de littérature populaire.

## Biographie
Il amorce sa carrière littéraire au début des années 1920 en adoptant le pseudonyme de Seamark pour publier des nouvelles westerns et policières dans des pulps britanniques.
En 1924, il donne un western, The Frozen Trail (1924), et deux romans sentimentaux, avant de faire paraître Les Microbes qui tuent (1926), un roman de science-fiction où une société secrète basée à Londres développe un moyen pour anéantir l’espèce humaine à l’aide d’une arme bactériologique. Il écrit ensuite une demi-douzaine de romans policiers, dont plusieurs ne seront publiés qu’après son suicide, tout comme un dernier roman de science-fiction The Avenging Ray (1930), où cette fois un savant fou entend détruire la terre à l’aide d’un rayon de la mort.
Presque tous les titres de cet auteur sont parus en Angleterre sous le pseudonyme Seamark, alors que l’éditeur américain préférait la signature Austin J. Small.

## Œuvre

### Romans policiers
- The Silent Six (1926) Publié en français sous le titre Le Poison fantôme, Paris, Dupuis, Bibliothèque jaune no 20, 1937
- The Man They Couldn’t Arrest (1927)
- The Master Mystery (1928) Publié en français sous le titre Le Maître du mystère, Paris, Librairie des Champs-Élysées, Le Masque no 119, 1932
- The Vantine Diamonds (1928)
- Down River (1929), publication posthume
- The Web of Destiny (1929), publication posthume
- The Mystery–Maker (1929), publication posthume

### Science-fiction
- Master Vorst ou The Death Maker (1926) Publié en français sous le titre Les Microbes qui tuent, Paris, Dupuis, Bibliothèque jaune no 43, 1939
- The Avenging Ray (1930), publication posthume

### Autres romans
- The Frozen Trail (1924)
- Love’s Enemy (1924)
- Peggy: a Love Romance (1925)
- Pearls of Desire (1929)

### Nouvelles

#### Recueils de nouvelles
- Out of the Dark: a Volume of Stories (1931), nouvelles de science-fiction publiées de façon posthume
- Pawns & Kings (1931), publication posthume

#### Nouvelles isolées signées Seamark
- Furrows of Destiny (1921)
- On the Northern Trail (1921)
- End o’ the Trail (1921)
- The Kid (1921)
- Only Siwash (1922)
- Hearts and Diamonds (1922)
- Snowflake (1922)
- Yesterday, Today, and Tomorrow (1922)
- The Way of a Man (1922)
- Jungle Whispers (1922)
- Crossing Trails (1922)
- Far from Nowhere (1922)
- The Wisdom of Kodiak Tommy (1922)
- The Civilizers (1923)
- Red Man’s Gods (1923)
- Smoke (1923)
- Evergales to Tin Sheds (1924)
- The Overdose (1924)
- The Last Laugh (1926)
- “Thank you, Emmy” (1927)
- Black Man’s Medicine (1931), nouvelle posthume

#### Nouvelles isolées signées Austin J. Small
- Frozen Gold (1924)
- Thundering Snows (1925)
- Klondike Fires (1926)
- The Silent Death (1926)
- Square Peg (1932), nouvelle posthume

## Sources
- Jacques Baudou et Jean-Jacques Schleret, Le Vrai Visage du Masque, vol. 1, Paris, Futuropolis, 1984, 476 p. (OCLC 311506692), p. 399-400.